# Pascal Le Corre

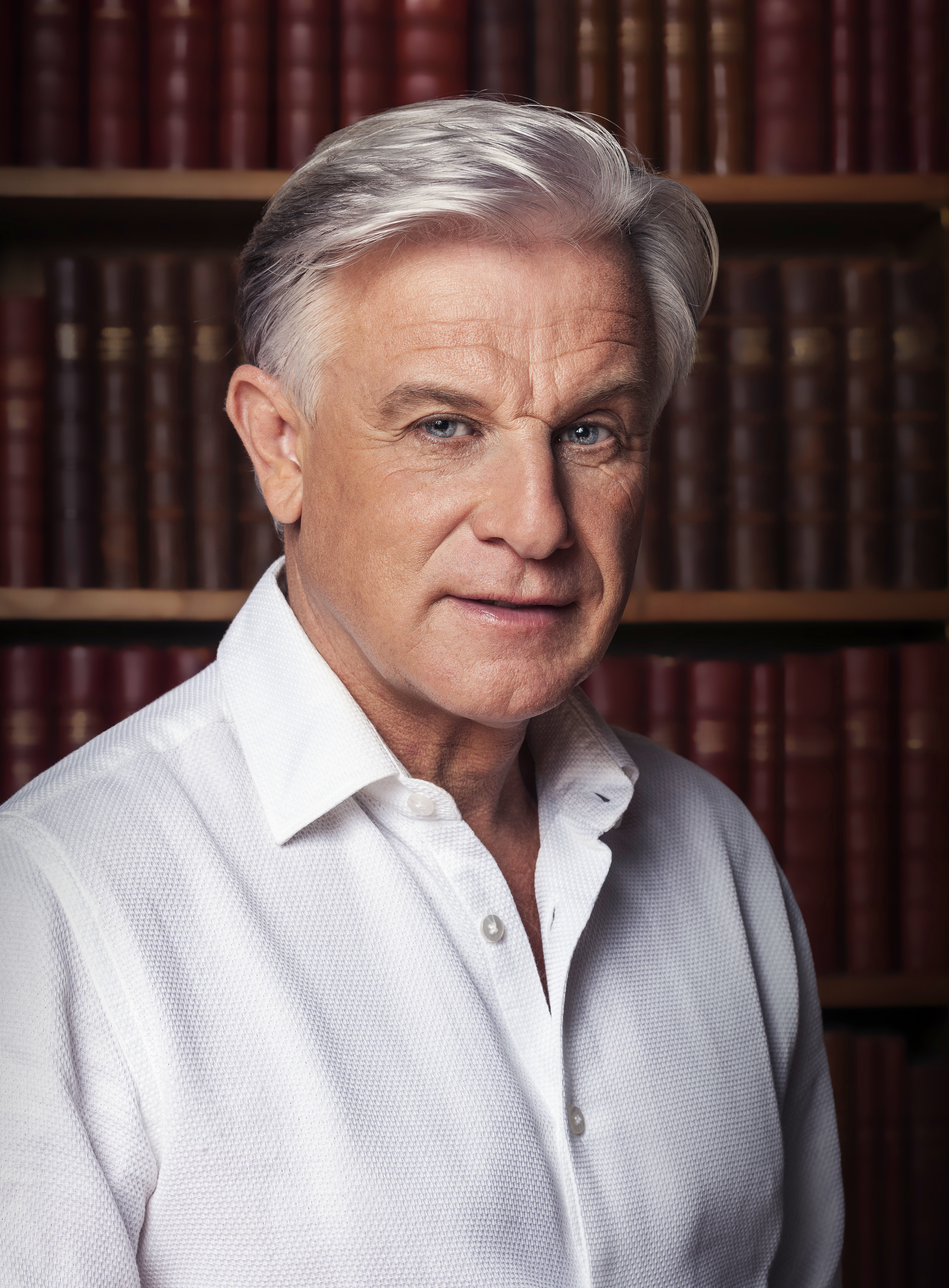
Pascal Le Corre in 2016

Pascal Le Corre (* 1959) ist ein französischer Pianist und Musikpädagoge.

## Leben
Le Corre studierte am Conservatoire de Paris Klavier bei Aldo Ciccolini (über den er 2007 das Buch Aldo Ciccolini. Je suis un lirico spinto... veröffentlichte), Kammermusik bei Jean Hubeau, Musikanalyse bei Betsy Jolas, Klavierbegleitung bei Jean Koerner und Instrumentation bei Marius Constant. 1984 war er Preisträger beim Maria Canals International Music Competition in Barcelona sowie Stipendiat der Yehudi-Menuhin-, der Georges-Cziffra-Stiftung und der Action Musicale Philip Morris und erwarb die Lehrbefugnis für Klavier, Klavierbegleitung und Kammermusik.
Als Pianist trat Le Corre vorrangig in Europa, den USA und Japan auf. Er arbeitete u. a.mit dem Orchestre Lamoureux und dem Orchestre Colonne, dem Ensemble Orchestral de Paris und dem Orchestre de Paris zusammen. Zu seinem Repertoire gehören neben den Werken Beethovens, Mozarts und Liszts Kompositionen des 20. Jahrhunderts von Francis Poulenc, Eric Satie, Tōru Takemitsu, Heitor Villa-Lobos und Stavros Xarchakos. Auf Platte spielte er u. a. Klavierwerke von Florent Schmitt, Kompositionen für Violine und Klavier von Karol Szymanowski (mit Annick Roussin) und die Klavierfassung von Claude Debussys Oper Pelléas et Mélisande ein.
Ab 1983 war Le Corre Professor für Klavierbegleitung am Konservatorium von Amiens. 1986 wurde er Assistent in der Klavierklasse von Jean-Claude Pennetier am Conservatoire de Paris. Später unterrichtete er Klavier am Konservatorium Gabriel Fauré in Paris und Klavierbegleitung am Konservatorium von Orleans.